# Brasiella (Brasiella)
Brasiella (Brasiella) lub Brasiella sensu stricto – podrodzaj chrząszczy z rodziny biegaczowatych, podrodziny trzyszczowatych i rodzaju Brasiella.

## Morfologia
Ciało małe, u większości imagines poniżej 7,5 mm. Labrum z 5 do 10 (najczęściej 8) szczecinkami na przedbrzegowymi. Przedplecze wąskie. U większości gatunków jasne plamy na pokrywach wąskie i pełne, ale mogą być zredukowane lub całkiem nieobecne.
Błonka w miejscu sklerytu jajowodu. Brzuszny skleryt torebki kopulacyjnej bez tylnych wyrostków. Łączna długość spermateki i przewodu od około 1 do 1,5 mm. Środkowy płat genitaliów samców u większości gatunków z hakiem wierzchołkowym, a flagellum nieobecne.

## Rozprzestrzenienie
Chrząszcze te zamieszkują krainę neotropikalną od Argentyny po Meksyk.

## Taksonomia
Takson ten wprowadzony został w 1954 roku przez Emile'a Rivaliera jako podrodzaj Cicindela (Brasiella) z rodzaju Cicindela. W 1989 roku Robert Freitag i Barbara Barnes opisali podrodzaj Cicindela (Gaymara). Później wyniesiono podrodzaj Brasiella do rangi rodzaju z dwoma podrodzajami: Brasiella (Brasiella) oraz Brasiella (Gaymara).
Podrodzaj podzielony jest na 7 grup gatunków, w tym: argentata group, aureola group, misella group i minarum group. Łącznie należy do niego 49 następujących gatunków:
- Brasiella acuniae (Mutchler, 1924)
- Brasiella adisi (Mandl, 1981)
- Brasiella amoenula (Chaudoir, 1854)
- Brasiella argentata (Fabricius, 1801)
- Brasiella argentinica (Mandl, 1963)
- Brasiella aureola (Klug, 1834)
- Brasiella banghaasi (W. Horn, 1907)
- Brasiella bellorum Acciavatti, 2011
- Brasiella brevipalpis (W. Horn, 1926)
- Brasiella brullei (Guerin, 1839)
- Brasiella chiapasi Br. van Nidek, 1980
- Brasiella darlingtoniana Acciavatti, 2011
- Brasiella davidsoni Acciavatti, 2011
- Brasiella dolosula Rivalier, 1955
- Brasiella dolosulaffinis (Mandl, 1963)
- Brasiella dominicana (Mandl, 1982)
- Brasiella hamulipenis (W. Horn, 1938)
- Brasiella hemichrysea (Chevrolat, 1835)
- Brasiella horioni (Mandl, 1956)
- Brasiella insularis Br. van Nidek, 1980
- Brasiella iviei Acciavatti, 2011
- Brasiella jolyi (Freitag, 1992)
- Brasiella mandli Br. van Nidek, 1978
- Brasiella maya Cassola et Sawada, 1990
- Brasiella mendicula Rivalier, 1955
- Brasiella minarum (Putzeys, 1845)
- Brasiella misella (Chaudoir, 1854)
- Brasiella naviauxi Dheurle, 2011
- Brasiella nebulosa (Bates, 1874)
- Brasiella obscurella (Klug, 1829)
- Brasiella obscurovata Sumlin, 1993
- Brasiella ocoa Acciavatti, 2011
- Brasiella philipi Acciavatti, 2011
- Brasiella pretiosa (Dokhtouroff, 1882)
- Brasiella rawlinsi Acciavatti, 2011
- Brasiella rivalieri (Mandl, 1963)
- Brasiella speculans (Bates, 1890)
- Brasiella sphaerodera Rivalier, 1955
- Brasiella stamatovi (Sumlin, 1979)
- Brasiella tippmanni (Mandl, 1963)
- Brasiella umbrogemmata (W. Horn, 1906)
- Brasiella venezuelensis (Mandl, 1973)
- Brasiella venustula (Gory, 1833)
- Brasiella viridicollis (Dejean, 1831)
- Brasiella wickhami (W. Horn, 1903)
- Brasiella wiesneri Mandl, 1981
- Brasiella youngi Acciavatti, 2011